# Hôtel de Gassaud
L'hôtel de Gassaud est un hôtel situé à Manosque, en France.

## Localisation
L'hôtel est situé sur la commune de Manosque, dans le département français des Alpes-de-Haute-Provence.

## Historique
Cet édifice datant de la fin de la renaissance provençale, a longtemps été propriété de la famille Gassaud.
Mirabeau, futur tribun du tiers état, fut envoyé en exil dans cet hôtel en 1774, sur lettre de cachet royal, pour conduite dissolue.
Aujourd'hui, cette maison abrite le presbytère de la paroisse catholique de Manosque.[réf. nécessaire]
L'édifice est inscrit au titre des monuments historiques en 1951.